# Lucrezia Borgia

Zeitgenössische Darstellung Lucrezia Borgias als Herzogin von Ferrara, Kupferstich einer Medaille nach einem Wachsmodell von Filippino Lippi.

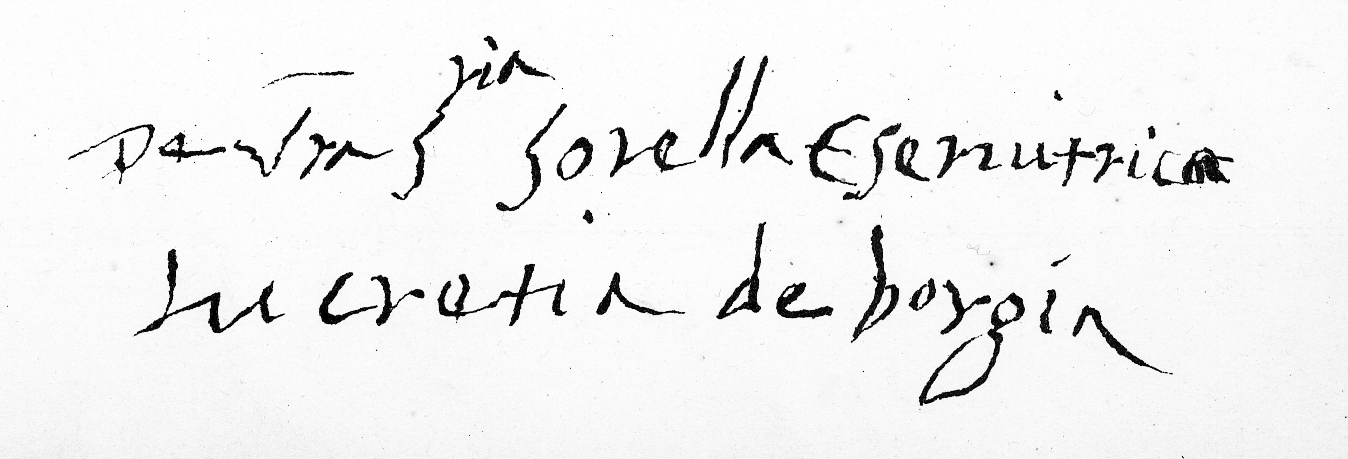
Unterschrift Lucrezia Borgias

Lucrezia Borgia [luˈkrɛtːsi̯a ˈbɔrdʒa] (lat. Lucretia Borgia; span./kat. Lucrecia Borja; * 18. April 1480 in Rom oder Subiaco; † 24. Juni 1519 in Belriguardo bei Ferrara) war eine italienisch-spanische Renaissancefürstin und die uneheliche Tochter des späteren Papstes Alexander VI. mit seiner Geliebten Vanozza de’ Cattanei. Sie war die Schwester von Cesare, Juan und Jofré Borgia.
Die von Zeitgenossen als hübsch und lebenslustig beschriebene Lucrezia wurde nach dem Aufstieg ihrer berüchtigten Familie Nutznießerin und Instrument der Politik ihres Vaters.
Alexander VI., der sie über alles liebte, übergab ihr mehrfach während seiner Abwesenheit die Regierungsgeschäfte im Vatikan. Er verheiratete sie dreimal in politisch motivierte Ehen, um die Macht der Borgia zu festigen. Lucrezias erste Ehe mit Giovanni Sforza wurde aufgelöst, als sie für die Borgia ihren Nutzen verlor, ihr zweiter Ehemann, Alfonso von Aragon (1481–1500), Herzog von Bisceglie, wurde vermutlich auf Befehl ihres Bruders Cesare ermordet. In dritter Ehe heiratete sie schließlich Alfonso d’Este, Herzog von Ferrara, mit dem sie bis zu ihrem Tod verheiratet blieb und mehrere Kinder hatte.
Den Tod ihres Vaters und den Fall ihres Bruders Cesare und der Familie Borgia in Italien überstand Lucrezia unbeschadet, sie starb, hoch geehrt, als Herzogin von Ferrara.
Die Familie Borgia verkörpert noch heute wie keine andere die Machtgier und moralische Korruption des Papsttums der Renaissance, und Lucrezia Borgia behielt über Jahrhunderte hinweg den Ruf einer verruchten Giftmischerin, Ehebrecherin und Blutschänderin mit ihrem Vater sowie ihrem Bruder Cesare. Diese Vorwürfe hatten ihren Ursprung in den Gerüchten und Verleumdungen ihrer eigenen Zeit und wurden später von berühmten Autoren wie Victor Hugo und Alexandre Dumas in deren Werken aufgegriffen und verstärkt. Erst die moderne Geschichtsforschung betrachtet Lucrezia und die Familie Borgia in einem anderen Licht und verwirft diese Anklagen.

## Herkunft

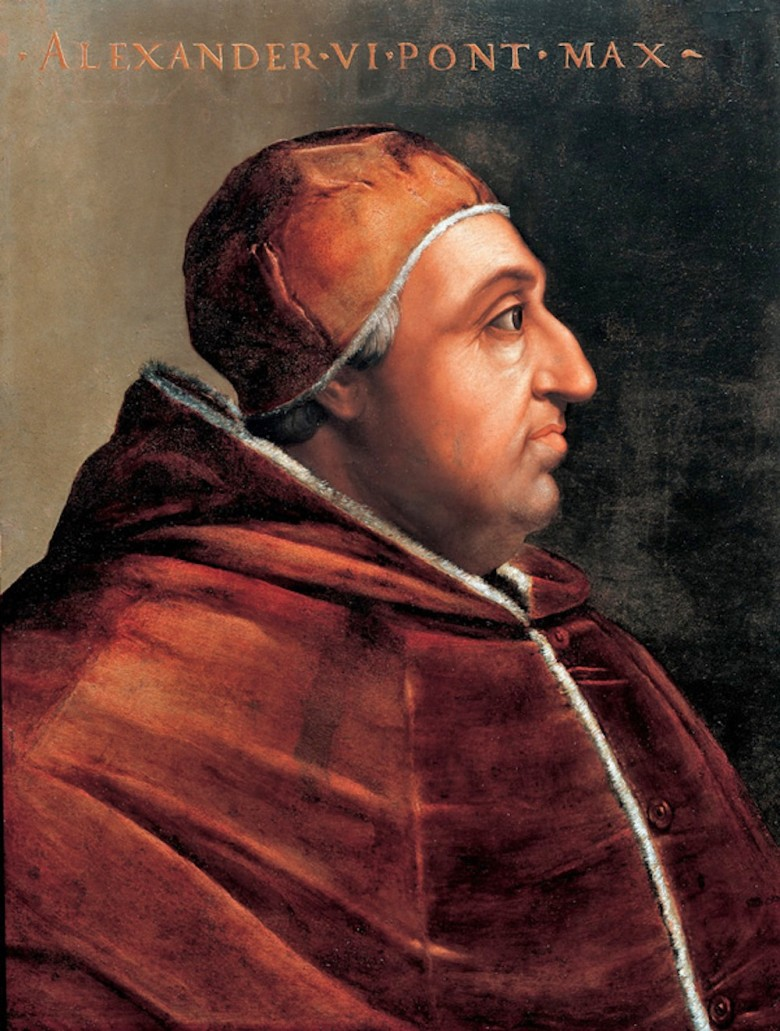
Rodrigo Borgia

Lucrezia Borgia wurde am 18. April 1480 als drittes von vier Kindern des spanischen Kardinals und Vizekanzlers der Kirche, Rodrigo Borgia, später Papst Alexander VI., und seiner langjährigen italienischen Geliebten Vanozza de’ Cattanei geboren. Sie kam vermutlich in Subiaco, einer Festung ihres Vaters außerhalb von Rom, zur Welt, weil ihr Vater aus Rücksicht auf seine Kirchenkarriere die Existenz seiner illegitimen Familie zunächst geheim halten wollte. Uneheliche Kinder waren unter Klerikern jener Zeit zwar weit verbreitet, wurden jedoch meist als Neffen und Nichten ausgegeben. Rodrigo Borgia löste deshalb nach seiner Wahl zum Papst einen Skandal aus, als er sich offen zu seinen Kindern bekannte, die damit europaweit bekannt wurden. Besonders Lucrezia und ihr Bruder Cesare erlangten einen bis heute anhaltenden berühmt-berüchtigten Ruf.

## Leben

### Frühe Jahre
Lucrezia Borgia verbrachte ihre frühe Kindheit vermutlich im Haus ihrer Mutter an der Piazza Pizzo di Merlo und wurde zumindest teilweise von Nonnen im dominikanischen Frauenkloster San Sisto unterrichtet. Sie erhielt die typische Ausbildung einer hochstehenden Dame ihrer Zeit, zu der humanistische Literatur, Redegewandtheit und Tanzen gehörten. Neben Italienisch und dem innerhalb der Borgia-Familie gesprochenen Katalanischen beherrschte sie Französisch und Latein (sie verfasste u. a. Gedichte in diesen Sprachen) und verstand Griechisch. Zu ihrer Bibliothek gehörten bei ihrem Tod Werke von Francesco Petrarca bis Dante Alighieri. Sie liebte zudem zeitlebens Musik und Poesie und betätigte sich später als Mäzenin für Künstler und Dichter.
Noch vor ihrem zwölften Lebensjahr gab ihr Vater sie in die Obhut seiner mit Ludovico Orsini verheirateten Verwandten Adriana de Mila, einer Tochter von Rodrigo Borgias Cousin Pedro de Milà, die Lucrezia als Erwachsene in einem Brief als „meine Mutter“ bezeichnete. Die Beziehung zu ihrer Mutter Vanozza blieb von da an distanziert, ihrem Vater dagegen stand sie sehr nahe. Rodrigo Borgia, der neben ihr und ihren Brüdern bereits drei Kinder hatte und später noch mehr zeugen sollte, liebte vor allem Lucrezia laut den Chronisten „außerordentlich“. Von ihren Geschwistern stand sie ihrem Bruder Cesare am nächsten; später wurden ihr sowohl mit ihm als auch mit ihrem Vater Inzest vorgeworfen.

### Verlobungen mit Don Cherubin Juan de Centelles und Don Gasparo da Procida e Anversa
Wie von allen adeligen Mädchen ihrer Zeit wurde von Lucrezia erwartet, dass sie früh eine für ihre Familie politisch vorteilhafte Ehe einging. Als Lucrezia elf Jahre alt war, verlobte sie ihr Vater mit Don Querubi de Centelles (Don Cherubin Juan de Centelles), Herr von Val d’Ayora im Königreich Valencia. Er war Sohn des Grafen von Oliva und Angehöriger eines alten spanischen Adelsgeschlechtes. Die in katalanischer Sprache aufgesetzten Verträge wurden am 26. Februar 1491 durch den Notar Beneimbene besiegelt und am 16. Juni 1491 Lucrezia eröffnet. Im Kontrakt wurde für Lucrezia eine Mitgift in Höhe von 300.000 Timbres oder Sous valencianischer Münze vereinbart.

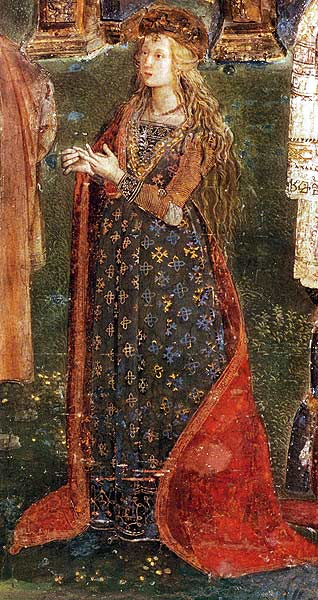
Pinturicchio, Traditionell für Lucrezia Borgia gehaltenes Porträt im Appartamento Borgia im Vatikan, dargestellt als Hl. Katharina, Zuweisung jedoch umstritten

 Diese Geldsumme sollte in Form von Bargeld, Juwelen und anderer Aussteuer ausgezahlt werden. Elftausend Timbres sollten aus der Hinterlassenschaft ihres älteren Halbbruders Pedro Luis Borgia stammen; achttausend Timbres sollten ein Geschenk ihrer älteren Brüder Cesare und Juan sein, das wahrscheinlich ebenfalls Teil des Erbes des ersten Herzogs von Gandia war. Lucrezias Prokurator während der Verhandlung des Ehekontrakts war der Römer Antonio Porcaro. Es wurde vereinbart, dass Lucrezia innerhalb eines Jahres nach Abschluss des Ehevertrags auf Kosten des Kardinals nach Valencia gebracht und die kirchliche Hochzeit innerhalb von sechs Monaten nach ihrer Ankunft in Spanien vollzogen werden sollte.
Diese Verlobung wurde bald aufgehoben und die mittlerweile zwölfjährige Lucrezia nach der Bestätigung des Ehevertrags im April 1492 rechtskräftig mit Don Gasparo da Procida e Anversa, dem Sohn des Ritters Graf Gian Francesco von Anversa und dessen Ehefrau Donna Leonora von Procida und Castelleta, verlobt. Im Protokollbuch des Notars Beneimbene vom 9. November 1492 wurde schriftlich festgehalten, dass das Eheverlöbnis zwischen Lucrezia und Gasparo am 30. April 1491 durch Prokuration vollzogen worden sei und sich der Kardinal Rodrigo Borgia verpflichtet habe, seine Tochter kostenfrei in die Stadt Valencia zu senden. Als Prokuratoren für diesen Rechtsakt werden in diesem Dokument Jofré Borgia, Baron von Villa Longa, der Domherr Jacopo Serra von Valencia und der valencianische Generalvikar Mateo Cucia genannt. Lucrezia war somit eine Zeit lang mit zwei Männern verlobt. Während der Papstwahl, die nach dem Tod von Papst Innozenz VIII. am 25. Juli 1492 stattfand, befand sich Lucrezia mit ihrem Bruder Jofré in Rom im Haus von Adriana de Mila. Nachdem ihr Vater am 11. August zum Papst gewählt worden war, ließ er Lucrezia, Adriana de Mila und deren junge Schwiegertochter, seine neue Geliebte Giulia Farnese, im Palazzo Santa Maria in Portico nahe am Vatikan unterbringen. Lucrezia rückte damit ins Licht der Öffentlichkeit und vor allem ins Augenmerk der größtenteils feindlich gesinnten Borgia-Chronisten und der Abgesandten der diversen italienischen und europäischen Fürstentümer am päpstlichen Hof. Der Gesandte Niccolò Cagnolo aus Parma beschrieb Lucrezias Erscheinungsbild:

„Sie ist von mittlerer Größe und anmutiger Gestalt, ihr Gesicht ist eher lang, die Nase schön geschnitten, das Haar golden, die Augen haben keine besondere Farbe, ihr Mund ist ziemlich groß, die Zähne sind strahlend weiß, ihr Hals ist schlank und schön, ihr Busen bewundernswürdig geformt. Immer ist sie fröhlich und lächelt.“

### Ehe mit Giovanni Sforza
Nach seiner Wahl zum Papst hob Lucrezias Vater auch diese Verbindung auf, um sie noch günstiger zu vermählen. Ascanio Sforza hatte die Wahl Rodrigo Borgias zum Papst maßgeblich unterstützt und bekam dafür die Stadt Nepi, das Amt des Vizekanzlers und den Palast Borgia, der heute noch den Namen Sforza-Cesarini trägt. Als der nun einflussreichste Kardinal und Vertraute Alexanders VI. betrieb er nämlich die Vermählung Lucrezias mit einem Mitglied seines Hauses, Giovanni Sforza, Graf von Cotignola und kirchlicher Vikar von Pesaro. Er war der uneheliche Sohn des Costanzo I. Sforza und Fiora Boni, der Geliebten seines Vaters, und nur durch die Gnade von Papst Sixtus IV. und Papst Innozenz VIII. Nachfolger seines Vaters. Seit dem Tod seiner ersten Gemahlin Maddalena Gonzaga, einer Tochter von Federico I. Gonzaga, Markgraf von Mantua, und seiner Ehefrau Margarete von Bayern, am 8. Januar 1490 war er Witwer. Am 31. Oktober 1492 kam er nach Aufenthalten in Pesaro und Nepi heimlich in Rom an und bewohnte dort die Wohnung des Kardinals von San Clemente. Der junge Graf Gasparo war aber bereits mit seinem Vater nach Rom gekommen und forderte die Einlösung des Vertrags. Am 5. November 1492 schrieb der Gesandte Ferraras seinem Herrn über den Streit der zwei Bewerber um die Hand Lucrezias:

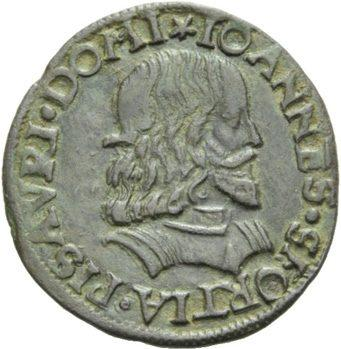
Münze aus dem 16. Jahrhundert mit dem Bildnis von Giovanni Sforza

„Hier ist ein groß Gerede von dieser Vermählung Pesaros; der erste Bräutigam ist noch da und er macht viel Bravaden als ein Catalan, beteuernd, dass er vor allen Fürsten und Potentaten der Christenheit Klage erheben werde; doch wollend oder nicht, so wird er sich in Geduld ergeben müssen.“

Am 9. November 1492 lieferte derselbe Gesandte Ferraras weitere Details über den öffentlichen Skandal, der in Rom Gesprächsthema war:

„Der Himmel gebe, dass diese Heirat Pesaros nicht Unheil anrichte. Es scheint, dass der König (von Neapel) darüber missvergnügt ist, nach dem zu schließen, was Giacomo, der Neffe Pontanos vorgestern dem Papst gesagt hat. Die Angelegenheit schwebt noch; beiden Teilen gibt man gute Worte, nämlich dem ersten und dem zweiten Verlobten. Beide sind hier. Jedoch glaubt man, dass Pesaro das Feld behaupten wird, zumal da der Kardinal Ascanio seine Sache führt, und dieser ist in Worten wie in Taten mächtig.“

Bereits am 8. November 1492 wurde der Ehekontrakt zwischen Lucrezia und Don Gasparo gerichtlich aufgelöst. Don Gasparo und sein Vater hofften noch auf eine Eheschließung unter besseren Konditionen und der junge Graf verpflichtete sich deshalb, vor Jahresfrist keine weitere Ehe einzugehen. Am 9. Dezember 1492 schrieb der mantuanische Agent Fioravante Brognolo an den Marchese Gonzaga:

„Die Angelegenheit des erlauchten Herrn Giovanni von Pesaro befindet sich noch in der Schwebe; es scheint mir, dass jener spanische Edelmann, welchem die Nichte Sr. Heiligkeit zugesagt war, nicht von ihr abstehen will; er hat auch einen großen Anhang in Spanien, so dass der Papst dieses Geschäft erst reifen lassen will, ehe er dasselbe zum Abschluss bringt.“

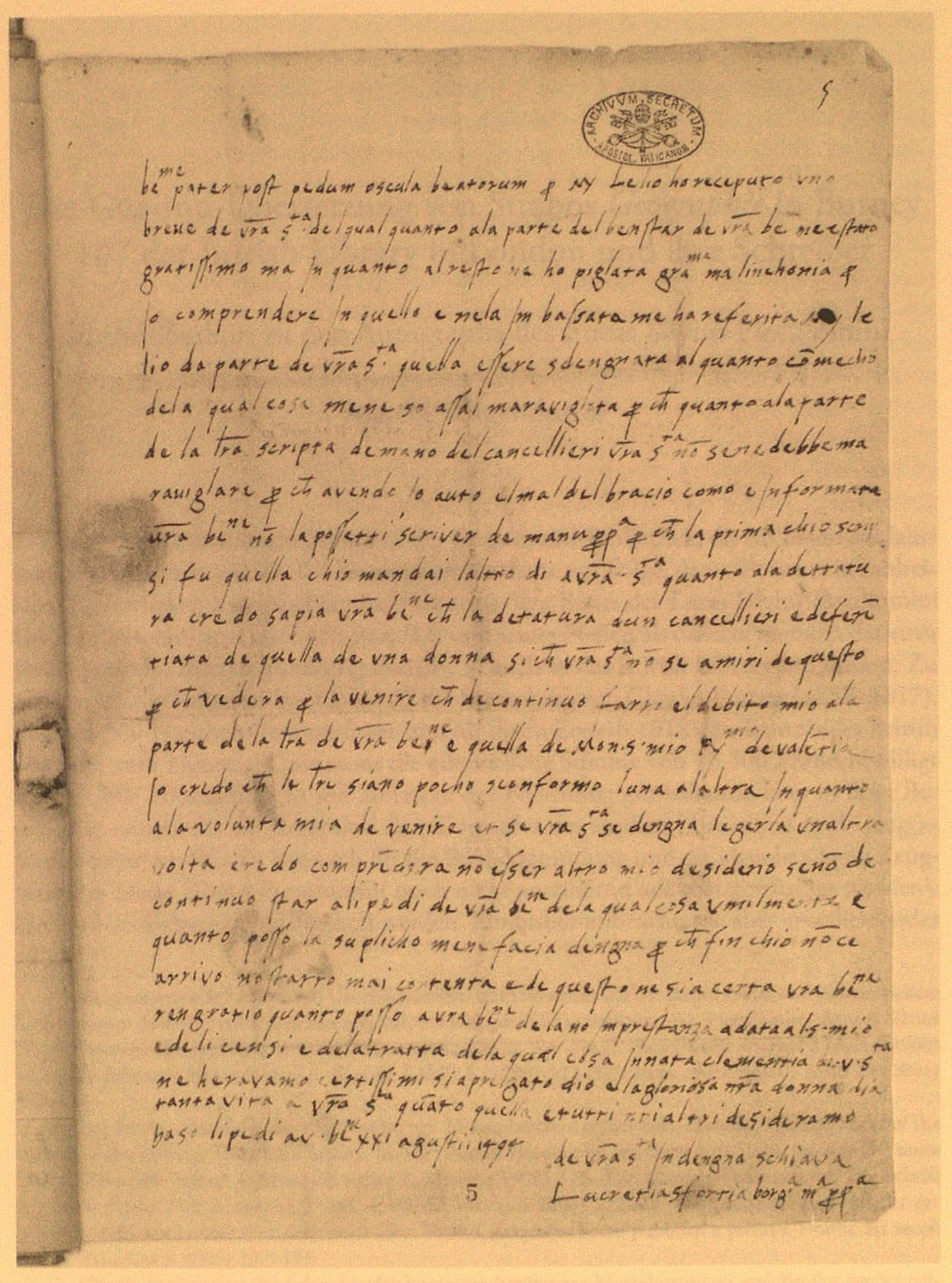
Eigenhändiger Brief Lucrezia Borgias an ihren Vater, Papst Alexander VI., vom 21. August 1494. Rom, Archivio Segreto Vaticano, Archivum Arcis, Arm. I–XVIII, 5027, fol. 5r

Im Februar 1493 wurde noch von einer geplanten Verbindung von Lucrezia mit dem spanischen Conde de Prada gesprochen. Giovanni Sforza blieb während der Verhandlungen in Pesaro und sandte seinen Prokurator Nicolò de Savano nach Rom, um den Ehekontrakt abzuschließen. Papst Alexander VI. zahlte schließlich laut dem Chronisten Burchard dem Grafen von Aversa eine Abstandssumme von 3.000 Dukaten, um die Familie zu beschwichtigen. Die Auflösung des Ehekontrakts scheint das Verhältnis zwischen den Borgia und der Familie Centelles nicht weiter belastet zu haben, da im späteren Gefolge des Papsts Angehörige der Familie Centelles wie Gulielmus de Centelles und Raymondo de Centelles als Protonotar und Schatzmeister von Perugia zu finden sind. Die Vermählung wurde bereits am 2. Februar 1493 im Vatikan durch ein gerichtliches Instrument vollzogen, wobei außer dem Gesandten Mailands auch Juan Lopez, Juan Casanova, Pedro Caranza und Juan Marades Zeugen dieser ehelichen Verbindung waren. Die Braut erhielt eine Mitgift von einunddreißigtausend Dukaten und es wurde vereinbart, dass sie bis zum Ende des Jahres mit ihrem Ehemann nach Pesaro reisen sollte. Am 23. April 1493 wurde der Ehevertrag unterzeichnet, der die Eheschließung zwischen Lucrezia und Giovanni Sforza regelte. Giovanni Sforza zog am 9. Juni 1493 durch die Porta del Popolo in Rom ein, wo er von Lucrezia in einem Kleid aus himmelblauem Brokat und Giulia Farnese im Palazzo bei Santa Maria di Portico erwartet wurde. Am 12. Juni 1493 heiratete schließlich Lucrezia Giovanni Sforza, Graf von Pesaro und Cousin Ludovico Sforzas, des Herrschers von Mailand, und wurde damit Gräfin von Pesaro. Das Fürstentum umfasste damals die Stadt Pesaro und eine Reihe von kleineren Gemeinden, die man Kastelle oder Villen nannte. Diese kleineren Gemeinden waren S. Angelo in Lizzola, Candelara, Montebaroccio, Tomba di Pesaro, Montelabbate, Gradara, Monte S. Maria, Novilara, Fiorenzuo, Castel di Mezzo, Ginestreto, Gabicce, Monteciccardo, Monte Gaudio und Fossombrone. Pesaro war Teil des Kirchenstaats und die Sforzas trugen den Titel Vikare zu Erblehen gegen die Bezahlung von 750 Goldgulden Jahreszins. Ihr Vater war durch diese eheliche Verbindung eine politische Allianz mit den Sforzas eingegangen. Das Paar lebte zunächst getrennt, da wegen der Jugend der Braut der Vollzug der Ehe verschoben worden war. Während Lucrezia nun in dem Palazzo Santa Maria in Portico residierte und Hof hielt, blieb Giovanni Sforza in Pesaro. Da Giovanni Sforza sich durch die Hochzeitsfeierlichkeiten finanziell übernommen hatte, wandte er sich an seinen Schwiegervater im Vatikan und bat um einen Teil der Mitgift, deren Auszahlung ihm jedoch verweigert wurde. Nach dem Ausbruch einer Epidemie in Rom im Frühsommer 1494 reisten Giovanni Sforza, Lucrezia, ihre Mutter Vannozza, Giulia Farnese und Adriana di Mila nach Pesaro, wo sie am 9. Juni 1494 einzogen und sich im Palast der Sforza einquartierten. Im Sommer 1494 bezog Lucrezia die Villa Imperiale auf dem Monte Accio.

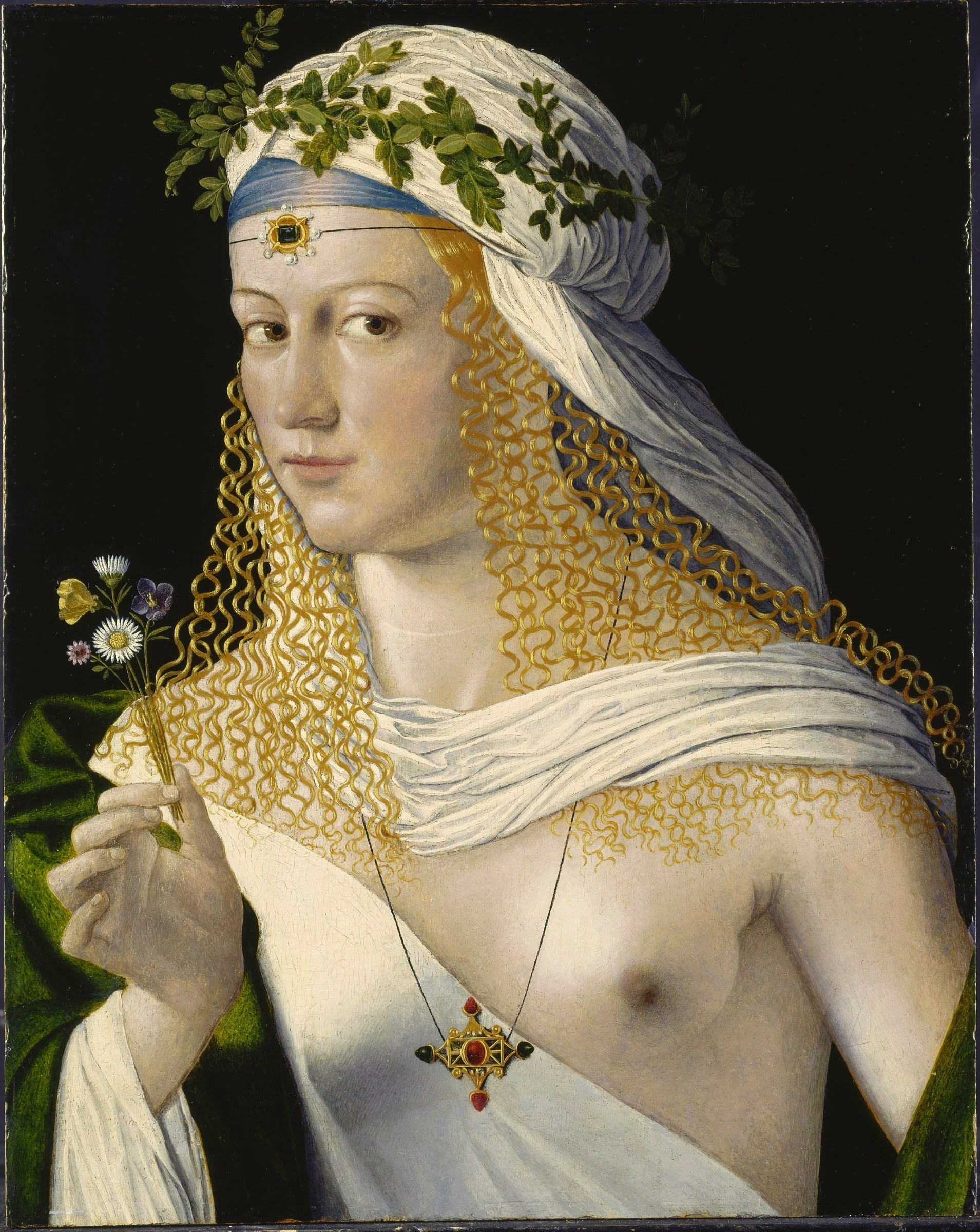
Flora, Gemälde von Bartolomeo Veneto, früher fälschlicherweise als Porträt Lucrezia Borgias angesehen

Im Jahr 1494 unternahm der französische König Karl VIII. einen Feldzug nach Italien, um seinen Anspruch der Anjou auf das Königreich Neapel durchzusetzen. Zu diesem Zweck verbündete er sich mit Ludovico Sforza, dem Herzog von Mailand. So drangen die Franzosen unter der Führung Karls VIII. mit einem gut ausgerüsteten Heer mit vielen deutschen und Schweizer Söldnern nach Italien vor. Am 31. März 1495 verbündeten sich die anderen italienischen Staaten unter der Führung Venedigs gegen Frankreich und Mailand. Sie gaben vor, gegen die Türken vorgehen zu wollen, ihr Hauptziel war jedoch die Vernichtung der mailändischen und französischen Streitkräfte. Giovanni Sforza befand sich deshalb im Jahr 1495 politisch in einer sehr komplizierten Situation aufgrund des ehelichen Bündnisses mit den Borgia auf der einen Seite und der verwandtschaftlichen Beziehungen zu den Sforzas auf der anderen Seite. Als Kondottiere im Dienst des Papstes schloss er sich dem neapolitanischen Heer an, das gegen die Franzosen kämpfen sollte, und gleichzeitig agierte er als Spitzel für Ludovico il Moro in Mailand, der sich mit den Franzosen verbündet hatte. Nach einem Jahr Aufenthalt in Pesaro kehrte Lucrezia über Perugia, wo sie ihren Vater traf, nach Rom zurück. Während Lucrezia wieder in ihrem Palast wohnte, war ihr Gemahl in der Gegend von Neapel mit Truppen unterwegs. Am 20. Mai 1496 kamen Jofré Borgia und seine Ehefrau Sancia nach Rom. Sancia und Lucrezia freundeten sich bald an und verursachten auch einen öffentlichen Skandal, als sie nicht protokollgemäß während des Hauptgottesdienstes in St. Peter im nur für Prälaten und Kanoniker vorgesehenen Chorgestühl im Chorraum Platz nahmen. Da die Borgia und die Sforza weiterhin unterschiedliche Stellungen bezüglich des Eroberungszugs Karls in Neapel bezogen und die Doppelrolle Giovanni Sforzas in diesem Krieg spätestens im Frühjahr 1497 entdeckt worden war, kam es deswegen im März 1497 zu heftigen Auseinandersetzungen zwischen Juan Borgia und seinem Schwager. Giovanni Sforza verließ am Karfreitag in aller Heimlichkeit Rom. So soll er am Morgen des Karfreitags, im März 1497, die Kammer seiner Gattin betreten und ihr erzählt haben, dass er anlässlich des hohen Kirchtags entweder in einer Kirche in Trastevere oder in einer Kirche auf dem Janiculum zur Beichte gehen wolle. Anschließend habe er noch vor, die traditionelle Wallfahrt zu den „Sieben Kirchen“ in Rom zu unternehmen, die wie üblich den ganzen Tag in Anspruch nehmen würde. Unmittelbar nach der Verabschiedung von seiner Frau ritt er mit seinem arabischen Pferd so schnell nach Pesaro, dass das Pferd nach seiner Ankunft am Abend tot zusammenbrach.
Nach der Darstellung einer Chronik von Pesaro soll Lucrezia einen Diener ihres Ehemanns in ihren Räumen versteckt haben, als Cesare sie aufsuchte, um mit ihr über die Ermordung des Grafen zu sprechen. Giovanni hatte jedenfalls vor seiner Flucht zwei Nachrichten hinterlassen, eine an Lucrezia, mit der Bitte ihm nach Pesaro zu folgen, und eine an den mailändischen Botschafter, in der er seinen mailändischen Verwandten erklärte, dass er aus „Unzufriedenheit mit dem Papst“ geflohen sei. Papst Alexander VI. wünschte sofort eine Auflösung der Ehe Lucrezias mit Giovanni Sforza. Lucrezia suchte Anfang Juli 1497 im dominikanischen Konvent von San Sisto Zuflucht und Ruhe. Die Zeit, die die langwährenden Verhandlungen um die Annullierung der Ehe in Anspruch nahm, verbrachte Lucrezia in diesem Kloster. Mit größter Wahrscheinlichkeit hat die Flucht nach Pesaro Giovanni Sforza das Leben gerettet und die Borgia gezwungen, die Ehe auf juristischem Weg aufzulösen. Kirchenrechtlich war die Feststellung einer Ehenichtigkeit nur möglich, in dem man die Ehe als nicht rechtsgültig zustande gekommen oder aber für nicht vollzogen erklärte. Obwohl die Borgia dem Ehemann die Wahl des Auflösungsgrundes überließen, gab Giovanni Sforza seine Einwilligung zur Auflösung der Ehe zunächst nicht. Alexander bildete nun eine Kommission, die prüfen sollte, ob die Ehe wegen Nichtvollzugs aufgelöst werden könnte. Die vom Papst eingesetzte Kommission kam schließlich zu dem Ergebnis, dass die Ehe wegen Impotenz des Ehemanns nicht vollzogen worden sei. So erklärte Alexander die Ehe für ungültig. Der am 20. Dezember 1497 wegen angeblicher Impotenz von ihr geschiedene Gatte Giovanni Sforza behauptete damals, dass seine Ehe nur aufgelöst worden sei, damit ihr Vater und ihr Bruder Cesare Borgia ungestört Blutschande mit Lucrezia treiben könnten. Giovanni Sforza schuf damit die Grundlage für jene Verdächtigungen, die bis heute Lucrezia und ihrer Familie anhaften. Angeblich soll der zu dieser Zeit geborene Giovanni Borgia, genannt infans romanus, der in zwei Bullen einmal als Sohn Alexanders und einmal als Sohn Cesares genannt wird, dieser Verbindung entsprungen sein. Nach einer anderen Theorie soll das Kind aus einer Affäre Lucrezias mit Perotto (auch Pedro Caldés), dem Boten ihres Vaters, stammen. Der junge Spanier diente als Vermittler zwischen dem Papst und seiner Tochter während ihres Aufenthalts im Kloster San Sisto. Am 14. Februar 1498 wurden die toten Körper des Dieners Pedro Calderon und der Magd Penthesilea im Tiber gefunden. Am 18. März 1498 berichtete der Gesandte Ferraras, dass Lucrezia im Kloster San Sisto von einem Kind entbunden worden sei. Obwohl dies von den Borgias abgestritten wurde, konnte bis heute nicht widerlegt werden, dass es sich bei diesem Kind möglicherweise doch um Giovanni Borgia handelte.

### Ehe mit Alfonso Bisceglie
Ihr zweiter Ehemann, Don Alfonso von Aragon, Herzog von Bisceglie und Prinz von Salerno, war ein unehelicher Sohn von König Alfons II. von Neapel aus seiner Beziehung mit Trusia Gazullo (oder Truzia Gazella). Er war somit ein Neffe des Königs Federigo von Neapel aus dem Haus Trastámara. Diese Ehe sollte die Verbindung der Borgias zu Neapel und Spanien festigen, nachdem Lucrezias Bruder Jofré bereits vier Jahre zuvor 1494 Alfonsos Schwester Sancha von Aragon geheiratet hatte. Am 20. Juni 1498 wurde der Ehevertrag in Abwesenheit beider Brautleute im Vatikan unterschrieben. Nach der eigentlichen Hochzeitsfeier am 21. Juli 1498 blieben die Eheleute in Rom und wohnten im Palazzo von Lucrezia. Alexander VI. ernannte seine Tochter zur Herrscherin von Spoleto und Foligno und teilte dies am 8. August 1499 den Städten mit. Später ernannte er sie auch zur Herrscherin von Nepi, jedoch kehrte Lucrezia kurz darauf mit ihrem Ehemann nach Rom zurück und gebar am 1. November 1499 um sechs Uhr früh ihren Sohn Rodrigo, den späteren Herzog von Bisceglie. Am 11. November 1499, dem Martinsfest, wurde der Säugling in der Kapelle von Sixtus in St. Peter durch Kardinal Carafa feierlich getauft. Alle in Rom anwesenden Kardinäle nahmen daran teil. Da sich der Papst und Cesare Borgia jedoch inzwischen mit den Franzosen gegen Spanien und Neapel verbündet hatten, kam es zu schweren Konflikten mit dem Schwiegersohn und Schwager. Alfonso wurde am 15. Juli 1500 um elf Uhr nachts auf dem Weg vom Vatikan zum Palazzo Santa Maria in Portico, wo er und Lucrezia wohnten, auf dem Petersplatz überfallen und am Kopf, am rechten Arm und am Schenkel durch Dolchstiche schwer verwundet. Die schwer bewaffneten Angreifer hatten auf dem Petersplatz als Pilger verkleidet auf ihr Opfer gewartet. Alfonso, der als Prinz aus dem Haus Aragon eine hervorragende Waffenausbildung genossen hatte, konnte sich trotz der Übermacht der Männer verwundet in den Vatikan retten. Den Banditen gelang die Flucht, und so konnten die Drahtzieher hinter diesem Attentat nie ermittelt werden. Alexander VI. ließ den schwer verletzten Schwiegersohn sofort in einem Raum unmittelbar über den päpstlichen Gemächern unterbringen und von seinen eigenen Ärzten behandeln. Alfonso wies jedoch jede ärztliche Hilfe aus Furcht vor Gift von sich und ließ dem König von Neapel durch einen Eilboten ausrichten, dass er sich in höchster Gefahr befinden würde, worauf dieser unverzüglich seinen Leibarzt nach Rom schickte. Ebenfalls auf Anordnung Alexanders wurden die Räume sogar von der päpstlichen Garde bewacht. Lucrezia und ihre Schwägerin Sancia pflegten Alfonso, bis er am 18. August 1500 von Michelotto im Auftrag Cesares oder des Papsts selbst ermordet wurde. Über den Tathergang gibt es verschiedene Versionen. Die wahrscheinlichste Schilderung ist, dass eine Truppe bewaffneter Männer unter der Führung von Cesares Hauptmann Michelotto Corella in die päpstlichen Gemächer eindrang und die Ärzte verhaftete. Als sich ihnen Lucrezia und Sancia entgegenstellen, soll Michelotto erklärt haben, er führe nur einen Befehl aus, aber wenn der Papst anderes anordne, sei er selbstverständlich bereit, diesem zu gehorchen. Lucrezia und Sancia folgten dem Rat von Michelotto und verließen daraufhin den Raum, um ihren Vater aufzusuchen und den Haftbefehl aufzuheben. Was Alexander angeordnet hat, ist unbekannt und für das Schicksal des Herzogs von Bisceglie ohne Bedeutung. Michelotto dachte nicht daran, die Rückkehr der beiden Frauen abzuwarten, und so fanden Lucrezia und Sancia nach ihrer Rückkehr Alfonso erdrosselt vor. Ein gewisser Brandolin beschrieb die erschütternde Szene, die von anderen Augenzeugen bestätigt werden konnte:

„Auf Anraten der Ärzte wurden die Wunden schon verbunden, der Kranke (Alfonso) hatte kein Fieber mehr oder doch nur sehr wenig und scherzte im Schlafzimmer mit seiner Frau und seiner Schwester, als plötzlich ... Michelotto (Miguel da Corella), der unheimliche Diener Cesare Valentinos (Lucrezias Bruder), ins Zimmer eindrang. Er packte mit Gewalt Alfonsos Onkel und den königlichen Gesandten (Neapels), und nachdem er ihnen die Hände hinter dem Rücken verbunden hatte, übergab er sie zwei Bewaffneten, die hinter der Tür standen, damit diese sie in den Kerker führten. Lucrezia, Alfonsos Gattin, und Sancia, seine Schwester, schrien, von der Plötzlichkeit und Gewaltsamkeit des Vorgefallenen überrascht, Michelotto an und fragten, wie er es wagen könne, eine solche Missetat vor ihren Augen und in Gegenwart Alfonsos zu verüben. Er entschuldigte sich, so beredt er konnte, und erklärte, er gehorche nur dem Willen anderer, er müsse nach den Befehlen anderer leben, aber wenn sie wollten, könnten sie zum Papst gehen, und es wäre ein leichtes, die Freilassung der Verhafteten zu erwirken. Von Zorn und Mitleid überwältigt ... gingen die beiden Frauen zum Papst und bestanden darauf, dass er ihnen die Gefangenen herausgebe. Unterdessen erdrosselte Michelotto, der schurkischste aller Verbrecher und verbrecherischste aller Schurken, Alfonso, der ihn wegen seiner Missetat entrüstet getadelt hatte. Als die Frauen vom Papst zurückkehrten, fanden sie bewaffnete Männer vor der Zimmertür, die ihnen den Eintritt verwehrten und meldeten, dass Alfonso tot sei. Michelotto, der Urheber des Verbrechens, erfand die weder wahre noch auch nur halbwahre Geschichte, dass Alfonso, außer Fassung gebracht durch die Größe der Gefahr, in der er schwebte, da er gesehen, wie man Männer, die ihm durch Verwandtschaft und Wohlwollen verbunden waren, von seiner Seite gerissen hatte, ohnmächtig zu Boden gestürzt sei und dass aus der Wunde in seinem Kopf viel Blut geflossen und er so gestorben sei. Die Frauen, entsetzt über diese grausame Tat, von Angst bedrückt und außer sich vor Kummer, erfüllten den Palast mit ihrem Schreien, Jammern und Klagen, und die eine rief nach ihrem Gatten, die andere nach ihrem Bruder, und ihre Tränen hatten kein Ende …“

Johannes Burchard bestätigte Brandolins Schilderung und verwendete folgenden bedeutungsschweren Satz: Da Alfonso „sich weigerte, seinen Wunden zu erliegen, wurde er um vier Uhr nachmittags erdrosselt.“ Sechs Stunden nach der Ermordung Alfonsos wurde dessen Leichnam in aller Stille in die Peterskirche gebracht und in der Kapelle Santa Maria delle Febbri in St. Peter beigesetzt. Sein Mörder war angeblich Cesare Borgia, obwohl vermutlich in diesem Fall der Papst selbst den Tötungsauftrag gegeben hatte. Denn Alfonso hatte am Tag seiner Ermordung von dem Fenster seines Krankenzimmers aus auf Cesare, der im vatikanischen Garten spazierenging, mit einer Armbrust geschossen. Lucrezia zog sich daraufhin auf ihr Schloss in Nepi zurück, kam aber wenig später wieder nach Rom.

### Ehe mit Alfonso I. d’Este
Im Jahr 1501 bereitete Alexander VI. eine erneute Heirat vor. Er lehnte zunächst das Heiratsangebot von Francesco Orsini, Herzog von Gravina, den die Orsini angeboten hatten, ab. Es war diesmal eine Ehe mit Alfonso I. d’Este von Ferrara vorgesehen. Er war der älteste Sohn des Herzogs Ercole I. d’Este von Ferrara, Modena und Reggio aus dessen Ehe mit Eleonora von Aragón, der Tochter von König Ferdinand I. von Neapel und seiner Ehefrau, Isabella di Chiaramonte. Lucrezia und Alfonso waren sich wahrscheinlich bereits im November 1492 das erste Mal begegnet, als Ercole seinen Sohn im Zuge der Feierlichkeiten zur Papstwahl Alexanders nach Rom sandte und er einige Wochen im Vatikan wohnte. Zu diesem Zeitpunkt war Alfonso aber noch mit Anna Maria Sforza ehelich verbunden, die er am 12. Januar 1491 oder nach anderen Quellen am 12. Februar 1491 im Alter von fünfzehn Jahren geheiratet hatte. Sie war die Tochter Galeazzo Maria Sforzas und die jüngere Schwester von Bianca Maria Sforza. Sie war am 30. November 1497 an den Folgen einer Totgeburt verstorben und Alfonso war nun Witwer. 

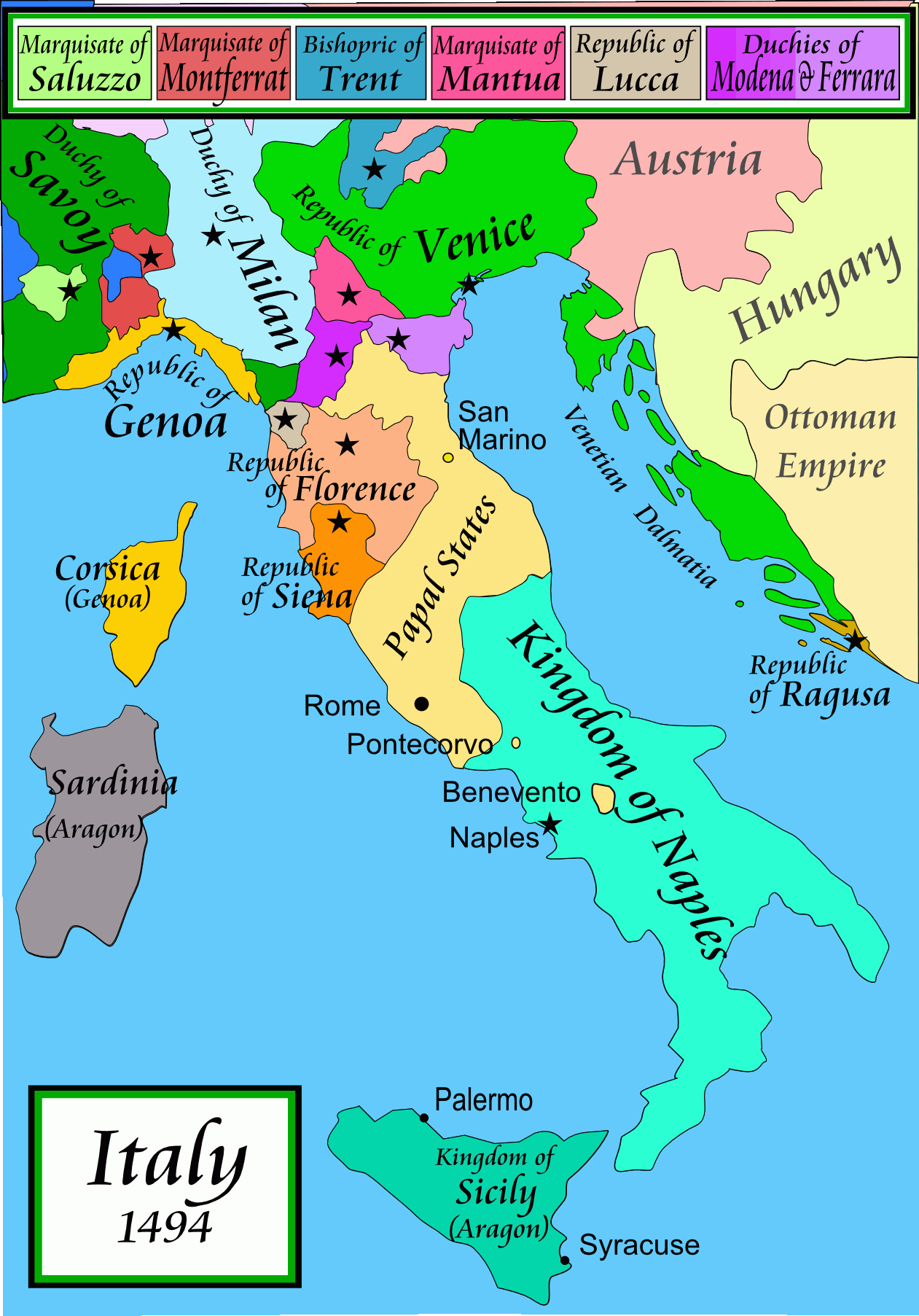
Italien um 1494, das Herzogtum Ferrara ist violett markiert

Zunächst zeigte sich Alfonso I. wie auch sein Vater Ercole I. sehr abgeneigt. Sie hielten es für unter ihrem hohen Stand, mit den Borgias eheliche Verbindungen einzugehen. Lucrezia war zudem eine unehelich geborene Papsttochter. Alexander konnte die d’Estes jedoch angesichts der Bedrohung durch Cesare Borgia in der Romagna erpressen sowie durch eine hohe Mitgift und andere Versprechungen (günstige päpstliche Belehnungen, finanzielle Vergünstigungen in Form des Erlasses der Tributzahlungen, Kardinalat für die d’Este usw.) überzeugen. Nach monatelangen Verhandlungen um den Ehekontrakt und die hohen Forderungen Ercoles bezüglich der Mitgift kam es endlich zu einer Übereinkunft. Ercole hatte eine Mitgift Lucrezias in der Höhe von 200.000 Dukaten und als kirchlicher Vikar von Ferrara die Reduzierung der kirchlichen Abgaben von 4.000 auf 100 Dukaten pro Jahr gefordert. Ferner wollte er, dass sein dritter Sohn Ippolito mit dem Bistum Ferrara belehnt wird. Außerdem verlangte er die Aushändigung zweier kleiner Ortschaften, Pieve und Cento, die bisher zum Bistum von Bologna gehört hatten. Zudem wollte er sicherstellen, dass die Mitgift Lucrezias zuerst an seine Gesandten ausbezahlt wird, bevor die Braut Ferrara betreten durfte. Lucrezia erhielt von ihrem Vater schließlich eine Mitgift von 100.000 Dukaten in Bargeld und 75.000 Dukaten in Schmuck, Kleidern und Wertgegenständen. Dazu wurden Ferrara seitens der Kirche finanzielle Vorteile gewährt, die ebenfalls ungefähr der Summe von 100.000 Dukaten entsprachen. Am 24. August 1501 wurde der Ehevertrag beurkundet. Die Este zeichneten den am 26. August 1501 im Vatikan entworfenen und vom Papst unterzeichneten Ehekontrakt am 1. September 1501 in ihrem Sommerpalast in Belfiore gegen. Als am 4. September 1501 der von Ercole und Alfonso unterzeichnete Ehekontrakt wieder in Rom eintraf, wurde dies in Rom gefeiert. Man feuerte bis in die Nacht hinein von der Engelsburg unablässig Bombarden ab und am folgenden Tag ritt Lucrezia mit einem Gefolge von 300 Reitern durch Rom. Es wurden in der ganzen Stadt Freudenfeuer entzündet und Alexander berief ein Konsistorium ein, um die Kardinäle und die Botschafter von diesem Ereignis zu unterrichten. Am 13. Dezember 1501 berichtete der Botschafter des Markgrafen von Mantua:

„Die Mitgift wird im ganzen dreimal 100.000 Dukaten betragen, ohne die Geschenke, welche Madonna an diesem oder jenem Tag erhalten wird: Zuerst 100.000 Dukaten bar und in Ferrara ratenweise; dann Silberzeug für mehr als 3.000 Dukaten, Juwelen, feines Leinen, kostbaren Schmuck für Maultiere und Pferde, im ganzen für andere 100.000. Unter anderem hat sie ein besetztes Kleid, mehr als 15.000 Dukaten an Wert und 200 kostbare Hemden, von denen manches Stück 100 Dukaten Wert besitzt.“

Ein anderer Beobachter wusste zu berichten, dass wegen der Hochzeit Lucrezias in Neapel in einem halben Jahr mehr Gold verkauft und verarbeitet worden sei, als sonst in zwei Jahren. Zudem musste Alexander Ercole die Kastelle Cento und Pieve übertragen und ihn von allen Steuerpflichten gegenüber der Kirche befreien. In der Zwischenzeit vertrat Lucrezia vom 25. September 1501 bis zum 17. Oktober 1501 als Stellvertreterin des Oberhauptes der Christenheit die Angelegenheiten des Papsttums im Vatikan, da ihr Vater mit Cesare eine Inspektionsreise zu den neuerworbenen Besitzungen der Borgias in der Nähe Roms unternehmen wollte. Es handelte sich um Güter, die Alexander der Familie Colonna entzogen hatte. In dieser Zeit besaß Lucrezia die Vollmacht, die gesamte Korrespondenz des Papstes zu öffnen. Burchard berichtet über dieses Ereignis:

„Vor der Abreise aus Rom übergab er seine Räume, den ganzen Palast und die laufenden Geschäfte seiner Tochter Lucrezia, die während seiner Abwesenheit die päpstlichen Gemächer bewohnte. Auch gab er ihr den Auftrag, die an ihn gerichteten Briefe zu öffnen, und sie solle, wenn eine Schwierigkeit vorläge, den Rat des Kardinals Costa und der anderen Kardinäle einholen, die sie zu diesem Zwecke zu sich rufen könne. Aus irgendeinem Anlass schickte Lucrezia nach Costa und setzte ihm den Auftrag des Papstes auseinander. Costa hielt den Fall für belanglos und sagte zu Lucrezia, wenn der Papst beim Konsistorium die Angelegenheit vorbringe, sei da der Vizekanzler oder ein anderer Kardinal für ihn, der das Protokoll führe; es müsse daher auch in gehöriger Weise einer da sein, der die Unterredung notiere. Lucrezia erwiderte: Ich verstehe wohl zu schreiben. Costa fragte darauf: Wo ist euer Federkiel? Lucrezia verstand den Sinn des Scherzes des Kardinals. Sie lächelte und beide beschlossen artig die Unterhaltung. Über diese Dinge war ich nicht befragt worden.“

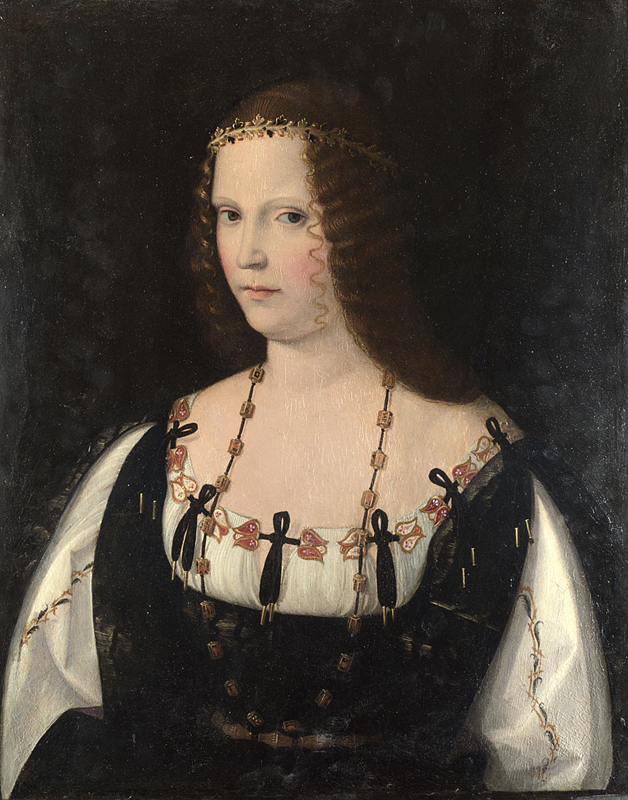
Mögliches Porträt von Lucrezia als Herzogin von Ferrara, Gemälde von Bartolomeo Veneziano (um 1510)

Am 31. Oktober 1501 gab Cesare im Apostolischen Palast ein festliches Abendessen, an dem auch Lucrezia teilnahm und das unter dem Namen „Kastanienbankett“ oder „Kastanienball“ in die Geschichte eingegangen ist. Bei dieser Orgie hätten fünfzig eingeladene Kurtisanen nach dem Mahl nackt mit Dienern und anderen Männern getanzt, seien auf dem Boden zwischen brennenden Kerzenleuchtern umhergekrochen und hätten ausgestreute Kastanien aufgesammelt. Die Männer, die anschließend mit ihnen am häufigsten den Akt vollzogen hätten, seien prämiert worden. Diese Schilderung des Kastanienbanketts, die heute von ernsthaften Historikern nicht als Tatsachenbericht bewertet wird, stammt von Johannes Burchard, Zeremonienmeister am päpstlichen Hof.
Obwohl Ercole Ende November 1501 ein Protestschreiben Maximilians gegen die Ehe Alfonsos mit Lucrezia erhalten hatte, schickte er am 9. Dezember 1501 die aus mehr als 500 Personen bestehende Eskorte des Bräutigams ohne den Bräutigam von Ferrara nach Rom auf, um die Braut abzuholen. Der glanzvolle Zug traf am 23. Dezember 1501 in Rom ein. Die Borgias hatten derweil in Rom keine Kosten gescheut, um die Familie d'Este durch übertriebenen Prachtaufwand und kostspielige Festivitäten zu beeindrucken. Schon am Stadttor wurde der Zug von 19 Kardinälen und deren Gefolge von insgesamt 4000 Mann empfangen. Man zog gemeinsam von dort in den Vatikan, wo Alexander mit 12 weiteren Kardinälen die Ferraresen empfing. Noch am selben Tag suchte der Gesandte Ferraras im Auftrag seines Herrn Lucrezia auf und machte folgende Charakterisierung der Papsttochter:

„Mein erlauchtester Herr. Heute nach dem Abendessen begab ich mich mit Messer Girardo Sarazeno zur erlauchtesten Donna Lucrezia, um mit derselben im Namen Ew. Exzellenz und Sr. Herrlichkeit Don Alfonso aufzuwarten. Bei dieser Gelegenheit hatten wir ein langes Gespräch über verschiedene Dinge. Sie gab sich hier in Wahrheit als sehr klug und liebenswürdig und von guter Natur zu erkennen, Eurer Exzellenz und dem Erlauchten Don Alfonso höchst ehrerbietig ergeben, so dass man wohl urteilen darf, dass Eure Hoheit und Don Alfonso über sie eine wahre Genugtuung empfinden werden. Sie besitzt außerdem eine vollkommene Grazie in allen Dingen, nebst Bescheidenheit, Lieblichkeit und Sittsamkeit. Nicht minder ist sie eine gläubige Christin und zeigt sich gottesfürchtig. Morgen will sie zur Beichte gehen und dann am Weihnachtsfest kommunizieren. Ihre Schönheit ist schon hinreichend groß; aber die Gefälligkeit ihrer Manieren und die anmutige Weise sich zu geben, lassen sie noch weit größer erscheinen: Kurz und gut, ihre Eigenschaften dünken mir von solcher Art, dass man von ihr nichts Schlimmes zu argwöhnen hat, vielmehr nur die besten Handlungen zu erwarten berechtigt ist. Ich hielt es für passend, durch dieses mein Schreiben der Wahrheit gemäß Eurer Hoheit dadurch Zeugnis abzustatten.“

Dieser Bericht ist ein Beweis für den zweifelhaften Ruf, den Lucrezia zum Zeitpunkt ihrer Verheiratung mit Alfonso genossen haben muss, und so musste der Gesandte Ferraras in Rom daraufhin Ercole d’Este hinsichtlich seiner neuen Schwiegertochter mit jenem Brief beruhigen, da wahrscheinlich auch Lucrezia bei den angeblichen Orgien der Borgias anwesend gewesen war. Am 30. Dezember 1501 fand im Vatikan die Trauung per procurationem statt. Als Stellvertreter des abwesenden Gatten diente Alfonsos Bruder Ferrante, der mit seinen Brüdern Kardinal Ippolito und Sigismund den Brautzug begleitete. Johannes Burchard hat die Trauungszeremonie detailliert geschildert:

„Nach dem Wettrennen am 30. Dezember stellten sich die Trompeter und allerart Musikanten auf der Plattform der Treppen von St. Peter auf und stimmten mit großer Macht alle ihre Instrumente an. Donna Lucrezia trat aus ihrer Wohnung neben der Peterskirche heraus, in einem auf spanische Weise gegürteten Goldbrokatgewand mit einer langen Schleppe, die eine Zofe ihr nachtrug. Rechts von ihr ging Don Ferdinand, links Don Sigismund, die Brüder ihres Gatten. Dann folgten etwa 50 römische Damen in prächtigen Gewändern und hinter diesen je zwei und zwei die Dienerinnen Lucrezias. Sie stiegen hinauf in den ersten Paulinischen Saal über dem Palastportal, wo sich der Papst mit 13 Kardinälen und Cesare Borgia befand. Der Bischof Porcario hielt eine Predigt und der Papst sagte ihm zu wiederholten Malen, er solle schneller machen. Als er endlich fertig war, wurde vor den Papst ein Tisch hingestellt. Don Ferdinand, sowie Donna Lucrezia traten vor den Papst an den Tisch heran und Ferdinand steckte im Namen seines Bruders Lucrezia einen goldenen Ring an.“

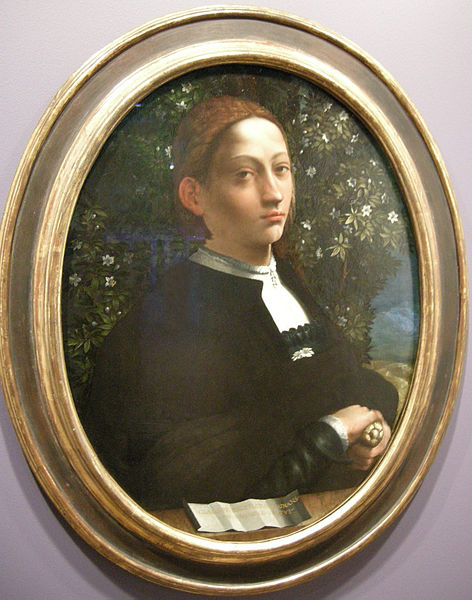
Mögliches Porträt von Lucrezia als Herzogin von Ferrara, Gemälde von Dosso Dossi (um 1518)

Der Schmuck, der Lucrezia übergeben wurde, hatte einen Wert von ungefähr 70.000 Dukaten. Es wurde aber auf ausdrückliche Anordnung Ercoles bei der Übergabe in einer Urkunde festgehalten, dass Lucrezia den Ehering geschenkt erhalte. Der übrige Schmuck wurde aber in der Schenkungsurkunde nicht erwähnt. Ercole wollte damit, wie er offen bekannte, sicherstellen, dass der Schmuck den Este nicht verloren ging, falls die Ehe wegen Untreue Lucrezias aufgelöst werden müsse. Nach der Hochzeit zahlten päpstliche Beamte den Leuten Ercoles das in dem Ehevertrag als Mitgift Lucrezias vereinbarte Bargeld aus, denn vor Auszahlung der Mitgift wollten die Este Lucrezia nicht in Ferrara aufnehmen. Die Übergabe der Mitgift zögerte sich als Folge der Entdeckung von Falschmünzen hinaus und so konnte Lucrezia erst am 6. Januar ihre Reise nach Ferrara antreten. Sie verließ mit ihrem aus 180 Personen zählenden Gefolge, das sich aus den von den Borgia entmachteten Colonna wie Francesco Colonna von Palestrina und seiner Ehefrau, und den Orsini wie Fabio Orsini sowie den Angehörigen der Häuser Farnese, Frangipani, Cesarini, Massimi und Mancini zusammensetzte, Rom. Sie wurde bei ihrem Auszug von sämtlichen Kardinälen und Abgeordneten bis zur Porta del Popolo begleitet. Für den Transport ihrer prächtigen Aussteuer waren mindestens 150 Maultiere und zahlreiche Wagen im Einsatz. Ein venezianischer Beobachter berichtete sogar, dass ihr Zug aus insgesamt 660 Pferden und Maultieren und 753 Personen bestand, unter denen sich auch die Köche, Sattler, Kellermeister, Schneider und der Goldschmied der Papsttochter befanden. Eine Bedingung des Ehevertrags war es, dass sie ihren Sohn aus der Ehe mit Alfonso von Aragon bei ihrer Schwägerin Sancha zurücklassen musste. Lucrezia und ihr Gefolge zogen erst am 2. Februar in Ferrara ein und wurde unter anderem von ihrer Schwägerin Isabella d’Este, der Markgräfin von Mantua, empfangen. Alfonso galt als sachverständiger Kenner alles militärischen Wesens, besonders des Geschützgusses, und in allen ballistischen Fragen. Er vergnügte sich tagsüber bei Mätressen und Prostituierten, verbrachte jedoch die Nacht regelmäßig bei ihr. Nach dem Tod Papst Alexanders VI. am 18. August 1503 riet der französische König Ludwig XII. Ercole I. und Alfonso zur Scheidung. Er schrieb dem Gesandten von Ferrara:

„Ich weiss, dass sie niemals mit dieser Eheschließung einverstanden waren. Diese Madonna Lucrezia ist in Wirklichkeit nicht die Gattin von Don Alfonso.“

Alfonso und die Bevölkerung von Ferrara lehnten allerdings eine Auflösung der Ehe ab, obwohl Ercole I. an seinen Gesandten Giangiorgio Seregni im damals französischen Mailand schrieb:

„Giangiorgio. Um Dich über das aufzuklären, wonach Du von vielen gefragt wirst, ob nämlich der Tod des Papstes Uns Kummer bereitet, so geben Wir Dir zu wissen, dass er Uns in keiner Weise unlieb ist. Vielmehr zur Ehre Gottes unseres Herrn, und zum allgemeinen Besten der Christenheit haben Wir schon früher gewünscht, dass Gottes Güte und Vorsehung für einen guten und musterhaften Hirten sorgen möge und dass von seiner Kirche ein so großer Skandal genommen werde. Was Uns im besonderen betrifft, so können wir nicht anderes wünschen; denn die Rücksicht auf die Ehre Gottes und das allgemeine Wohl wird bei Uns maßgebend sein. Doch außerdem sagen Wir Dir, dass es nie einen Papst gab, von welchem Wir weniger Gunstbezeugungen empfangen haben, als von diesem, auch nach der mit ihm geschlossenen Verwandtschaft. Nur mit Not erhielten Wir dasjenige von ihm, wozu er verpflichtet war. Doch in keiner anderen großen oder kleinen Sache ist er Uns gefällig gewesen. Daran ist, so glauben Wir, zum großen Teil der Herzog der Romagna schuld; denn, weil er mit Uns nicht so verfahren konnte, wie er wohl verfahren sollte, behandelte er Uns wie ein Fremder; nie war er offenherzig zu Uns, nie hat er Uns seine Pläne mitgeteilt, noch teilten Wir ihm die unsrigen mit. Zuletzt, da er sich zu Spanien neigte, während Wir gute Franzosen blieben, hatten Wir weder vom Papst noch von Sr. Herrlichkeit etwas Freundliches zu hoffen. Deshalb hat Uns dieser Todesfall nicht betrübt, weil Wir nichts als Übles von der Größe des vorgenannten Herrn Herzogs zu erwarten hatten. Wir wollen, dass Du dieses Unser vertrauliches Bekenntnis wörtlich dem Herrn Großmeister (Chaumont) mitteilst, welchem Wir Unsere Empfindungen nicht verhehlen wollen; doch zu anderen sprich davon mit Zurückhaltung, und dann schicke diesen Brief zurück an den ehrwürdigen Herrn Gian Luca, unseren Rat, Belriguardo am 24. August 1503.“

1505 wurde Alfonso nach dem Tod seines Vaters am 25. Januar 1505 Herzog von Ferrara, Modena und Reggio. Lucrezia wurde damit Herzogin von Ferrara. Am Hof von Ferrara versammelte sie als Kunstmäzenin die berühmtesten Künstler, Schriftsteller und Gelehrten der Zeit wie Pietro Bembo, Ludovico Ariosto, Mario Equicola, Gian Giorgio Trissino und Ercole Strozzi um sich. Von dem Dichter Strozzi ist das berühmte Rosengedicht erhalten geblieben:

„Rose, der Erde entsprossen, vom Finger gepflückt. Warum erscheinet schöner als sonst Dein farbiger Glanz? Färbt Dich Venus aufs neue? Hat Lucrezias Lippe Dir im Kusse so hold schimmernden Purpur verliehn?“

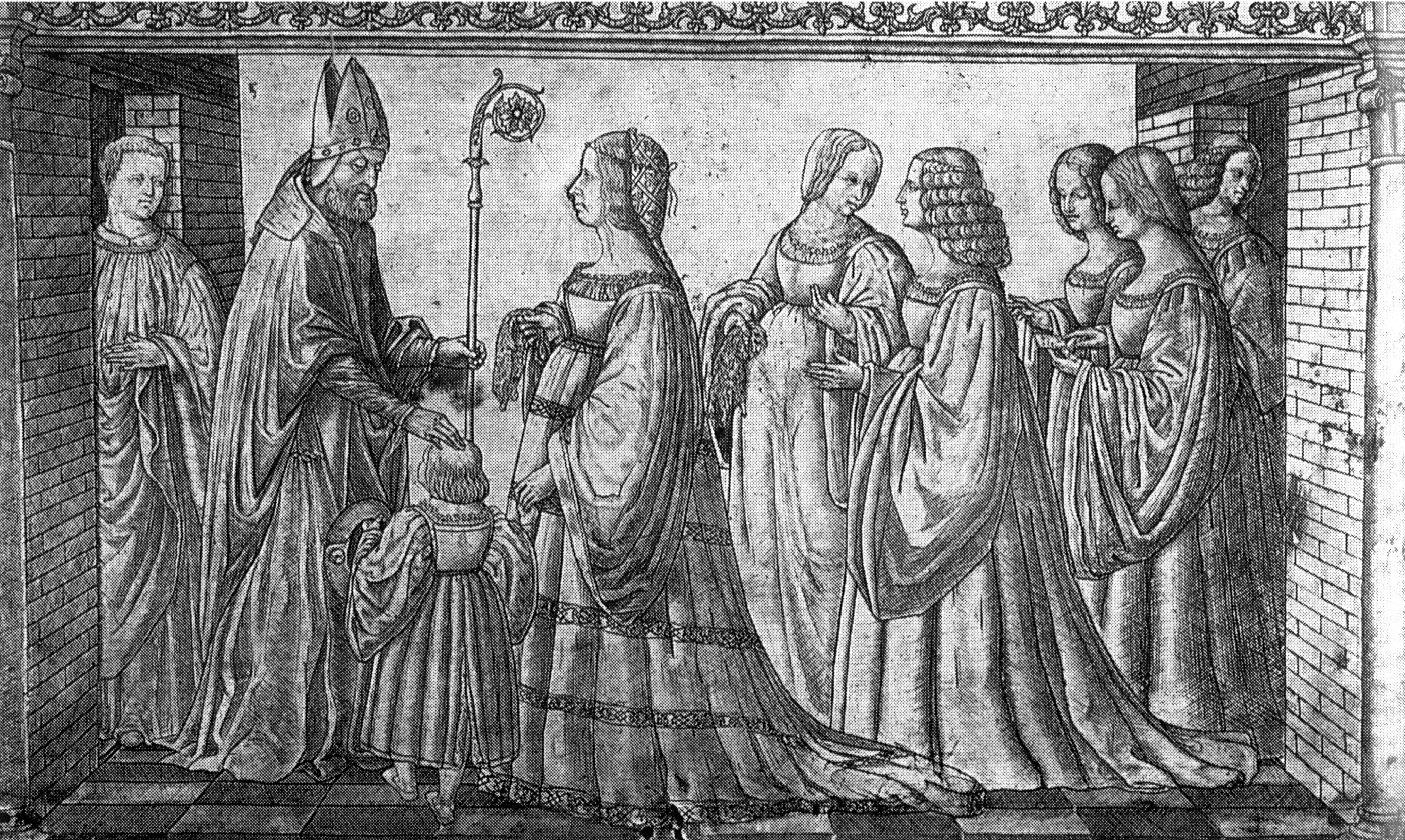
Lucrezia als Herzogin von Ferrara mit ihrem ältesten Sohn Ercole, Silberstich 1512

Nach dem Tod Alexanders VI. 1503 und einer Reihe von Unglücksfällen in der Familie d´Este zog sie sich jedoch immer mehr zurück und widmete sich dem religiösen Leben. Sie verbrachte viel Zeit in Klöstern, wobei sie diese und auch die Hospitäler des Herzogtums finanziell unterstützte. Auch als Regentin von Ferrara erwarb sie sich große Anerkennung und wurde auch von ihrem Mann mit Staatsangelegenheiten betraut. So erließ sie im Mai 1506 ein Gesetz, das den Schutz der Juden in Ferrara und eine Bestrafung der Schuldigen sicherstellen sollte. Nachdem der Dichter Strozzi Barbara Torelli, die Witwe Ercole Bentivoglios, im Mai 1508 geheiratet hatte, wurde er am 6. Juni 1508 an der Ecke des Palastes Este, der heute Pareschi genannt wird, tot aufgefunden. Er war noch in seinen Mantel gehüllt und der Körper war mit zweiundzwanzig Wunden übersät. Die Mörder konnten nicht ermittelt werden. Im August 1512 starb Lucrezias ältester Sohn aus ihrer zweiten Ehe. Der mantuanische Agent Stazio Gadio schrieb am 28. August 1512 an seinen Herrn Gonzaga aus Rom:

„Hier ist sichere Kunde eingetroffen, dass der Herzog von Biseglia, der Sohn der Frau Herzogin von Ferrara und des Alfonso von Aragon, zu Bari gestorben ist, wo die Herzogin von Bari ihn bei sich hatte.“

Als Lucrezia den Führern der durch Ferrara ziehenden Franzosen vor der Schlacht von Ravenna im Jahr 1512 einen Empfang gab, schrieb der Biograph des berühmten Bayard über Lucrezia:

„Vor allen anderen empfing die Franzosen mit großer Auszeichnung die gute Herzogin, welche eine Perle in dieser Welt war, und alle Tage gab sie ihnen wundervolle Feste und Bankette nach italienischer Art. Ich wage es zu sagen, dass es weder zu ihrer Zeit noch früher eine glorreichere Fürstin gab als sie; denn sie war schön und gut, sanft und liebenswürdig zu allen, und nichts ist so sicher als dies, dass, obwohl ihr Gemahl ein kluger und kühner Fürst war, diese genannte Dame ihm durch ihre Liebenswürdigkeit gute und große Dienste geleistet hat.“

Während ihrer Ehe mit Alfonso gebar sie acht Kinder, von denen vier das Erwachsenenalter erreichten. Am 5. September 1502 wurde ihre erste Tochter totgeboren. Drei Jahre später, im Jahr 1505, kam Alessandro zur Welt, der aber noch im selben Jahr verstarb. Ein längeres Leben war ihren beiden nachfolgenden Söhnen vergönnt. Ercole II. d’Este wurde am 4. April 1508 geboren. Er heiratete 1528 Renée de France, die eine Tochter des französischen Königs Ludwig XII. war. Nach dem Tod seines Vaters wurde Ercole II. 1534 zum Herzog ernannt und verstarb im Jahr 1559. Am 25. August 1509 erblickte Ippolito II. d’Este das Licht der Welt, der ein geachteter Kirchenmann wurde. Er wurde im Jahr 1538 zum Kardinal berufen und war auch mehrmals ein Kandidat bei den Papstwahlen, jedoch gelang es ihm nie, dieses Amt zu erlangen. Er starb 1572. Es folgte Alessandro d’Este, welcher im April 1514 geboren wurde, aber bereits am 10. Juli 1516 starb. Lucrezias Tochter Eleonora d’Este, welche später Nonne wurde, wurde im Jahr 1515 geboren und starb im Jahr 1575. Francesco d’Este wurde am 1. November 1516 geboren und wurde später Fürst von Massa. Er ehelichte 1540 Maria di Cardona aus dem Haus Folch de Cardona und starb am 22. Februar 1578.

### Tod an Kindbettfieber
Im Herbst 1518 erkrankte Lucrezia während ihrer letzten Schwangerschaft schwer. Kurz nach der komplizierten Geburt ihrer Tochter Isabella Maria, die am Tag der Geburt am 14. Juni 1519 verstarb, ließ sie am 22. Juni 1519 einen Brief an Papst Leo X. diktieren:

„Heiligster Vater und mein zu verehrender Herr. Mit aller nur möglichen Ehrfurcht der Seele küsse ich die heiligen Füße Ew. Seligkeit und empfehle mich demutsvoll in Ihre Heilige Gnade. Nachdem ich durch eine schwierige Schwangerschaft mehr als zwei Monate lang gelitten habe, gebar, wie es Gott gefiel, am 14. dieses Monats in der Morgenfrühe eine Tochter und hoffte, nach dieser Geburt auch von meinen Leiden befreit zu sein; doch das Gegenteil davon ist eingetreten, so dass ich der Natur den Tribut zahlen muss. Und so groß ist die Gunst, welche mir Unser gnädigster Schöpfer schenkt, dass ich das Ende meines Lebens erkenne und fühle, wie ich in wenigen Stunden ihm entnommen sein werde, nachdem ich zuvor die heiligen Sakramente der Kirche werde empfangen haben. Und an diesem Punkt angelangt, erinnere ich mich als Christin, obwohl eine Sünderin, daran, Ew. Heiligkeit zu bitten, dass Sie in ihrer Gnade geruhen, mir aus dem geistlichen Schatz eine Unterstützung zuzuwenden, indem Sie meiner Seele die heilige Benediktion erteilen: Und so bitte ich Sie darum in Demut und empfehle Ew. Heiligen Gnaden meinen Herrn Gemahl und meine Kinder, welche alle Ew. Heiligkeit Diener sind. In Ferrara am 22. Juni 1519 in der 14. Stunde Ew. Heiligkeit demütige Dienerin Lucrezia von Este.“

Sie starb im Beisein ihres Ehemannes und von diesem tief betrauert in der Nacht des 24. Juni in Belriguardo bei Ferrara an Kindbettfieber. Alfonso d’Este schrieb seinem Neffen Federigo Gonzaga nach ihrem Tod folgendes:

„Erlauchtester Herr, mein zu verehrender Bruder und Neffe. Gott unserem Herrn hat es gefallen, in dieser Stunde die Seele der Erlauchtesten Frau Herzogin, meiner teuersten Gattin, zu sich zu rufen, was ich Ew. Exzellenz mitzuteilen nicht unterlassen kann, um unserer gegenseitigen Liebe willen, welche mich glauben macht, dass Glück und Unglück des einen auch die des anderen sind. Um nicht ohne Tränen kann ich dies schreiben, so schwer wird es mir, mich einer so lieben und süßen Gefährtin beraubt zu sehen, denn das war sie mir durch ihre guten Sitten und die zärtliche Liebe, die zwischen uns bestand. Bei so bitterem Verlust würde ich wohl in dem Trost Ew. Exzellenz eine Hilfe suchen, aber ich weiß, dass auch Sie ihren Teil am Schmerze nehmen werden, und mir wird es lieber sein, jemand zu haben, der eher meine Tränen mit den seinigen begleitet, als mir Trostworte spendet. Ew. Herrlichkeit empfehle ich mich. Ferrara am 24. Juni in der fünften Stund der Nacht. Alfonsus, Herzog von Ferrara.“

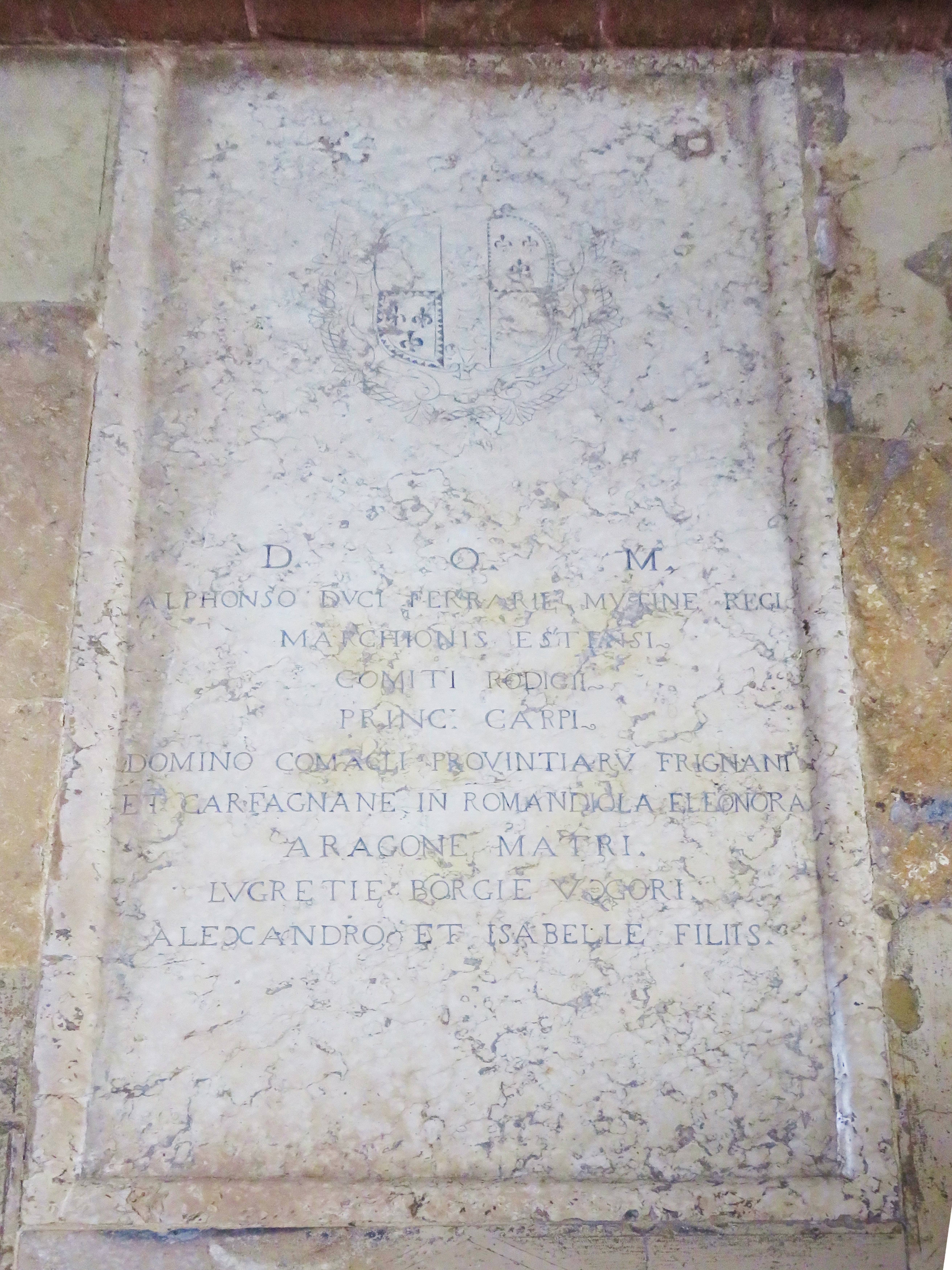
Das Grab von Lucrezia und Alfonso

Lucrezias Grab befindet sich beim Chor des Klosters Corpus Domini in Ferrara. Eine Stirnlocke Lucrezias, die sie einst dem Dichter Bembo geschenkt hatte, wurde von diesem sorgfältig aufbewahrt und liegt heute mit seinen berühmten Schriften in der Bibliotheca Ambrosiana in Mailand.
Am 28. November 2008 wurde ein Gemälde von Dosso Dossi, das unter dem Namen Portrait of a Youth bekannt ist und in der National Gallery of Victoria in Melbourne ausgestellt ist, von dem Konservator Carl Villis als mögliches Porträt von Lucrezia Borgia identifiziert. Als eines der Argumente wird angeführt, dass der Dolch auf dem Gemälde jenen Dolch symbolisieren soll, den sich die römische Heldin Lucretia nach der Vergewaltigung durch Sextus Tarquinius in die Brust gestoßen haben soll. Der Myrtebusch und die Blumen sind ein Verweis auf die römische Göttin Venus und weibliche Schönheit. Der Dolch und die Myrte stehen hierbei für Lucrezias Vorname und Nachname, da die Borgias die Göttin Venus als ihr Emblem gewählt hatten. Die lateinische Inschrift des Gemäldes bezieht sich auf die Tugend und das schöne Antlitz der dargestellten Person.

## Unternehmerisches Wirken
In Norditalien erwarb Lucrezia scheinbar wertloses Sumpfland, ließ es mit Hilfe von Entwässerungsgräben und Kanälen trockenlegen und nutzte es anschließend als Weide- oder Anbauland von Getreide, Bohnen, Oliven, Flachs und Wein. Innerhalb von sechs Jahren kaufte sie in Norditalien bis zu 20.000 Hektar Land und erwirtschaftete damit große Gewinne.

## Legende
Lucrezia wurde als Objekt dynastischer Geschäfte und für den weiteren Aufstieg der Familie dreimal verheiratet. Nach Lucrezias Tod wurden ihr von den Feinden ihrer Familie eine Reihe von Affären nachgesagt, wie beispielsweise mit Pietro Bembo und Gianfrancesco Gonzaga, dem Ehemann ihrer Schwägerin Isabella d’Este, die alle jedoch in den Bereich der Legenden gehören und mit historischen Quellen nicht belegt werden können. Die Vorstellung, sie sei eine Art frühneuzeitliche Messalina gewesen, ist eine der bekanntesten Erzählungen über die Familie Borgia. Die eigentliche Borgia-Legende hat ihren Ursprung wahrscheinlich sowohl in früheren Dämonenerzählungen, die über das Papsttum der ersten Jahrhunderte im Umlauf waren, als auch in Aberglauben und Propagandaschriften im Zeitalter von Hexenverfolgung und Inquisition. Ins Zentrum dieser Berichte geriet Lucrezia, weil solches Fehlverhalten nach christlicher Vorstellung von einer Frau ausgehen musste. Die Ausgestaltung der Legende übernahm kurz nach dem Tod Alexanders der päpstliche Zeremonienmeister Johannes Burckard. Alexandre Dumas mit seinem Roman Les Borgia und Victor Hugo mit seinem Theaterstück Lucrèce Borgia prägten das Bild von Lucrezia als einer Frau mit einem ausschweifenden Lebenswandel und einer skrupellosen Giftmischerin. Der Librettist Felice Romani machte aus Hugos Vorlage das Libretto zur gleichnamigen Oper von Gaetano Donizetti.

## Kinder
Aus ihrer zweiten Ehe mit Alfonso von Aragon:
1. Rodrigo (* 1. November 1499, † August 1512)[71][84]

Aus ihrer dritten Ehe mit Alfonso I. d’Este:
1. Tochter, totgeboren 5. September 1502[56]
2. Alessandro (* 19. September 1505, † 14. Oktober 1505)
3. Ercole II. d’Este (* 4. April 1508, † 3. Oktober 1559), Herzog 1534 ⚭ 28. Juni 1528 Renée de France (1510–1574) Tochter des Königs Ludwig XII.[70][85]
4. Ippolito II. d’Este (* 25. August 1509, † 2. Dezember 1572), Kardinal 1538[69][85]
5. Alessandro d’Este (* April 1514, † 10. Juli 1516)[86]
6. Eleonora d’Este (* 4. Juli 1515, † 15. Juli 1575), Nonne[85][86]
7. Francesco d’Este (* 1. November 1516, † 22. Februar 1578) Fürst von Massa ⚭ 1540 Maria di Cardona († 1563) (Haus Folch de Cardona)[85][86]
8. Isabella Maria (geboren und gestorben am 14. Juni 1519)[87]

## Künstlerische Bearbeitungen
Lucrezias Leben diente als Vorlage vieler künstlerischer Darstellungen, Bücher und Filme, in denen sie oft die Rolle einer Femme fatale einnimmt.
- Victor Hugo schrieb über Lucrezia Borgia die Theatertragödie Lucrèce Borgia, zu der Gaetano Donizetti 1833 auf der Basis eines Librettos von Felice Romani eine Oper komponierte (Lucrezia Borgia)
- Conrad Ferdinand Meyer verfasste eine Novelle Angela Borgia (1891). Die fiktive Geschichte dreht sich um Lucrezia und ihre entfernte Verwandte Angela Borgia und um vielerlei Intrigen am Hof von Ferrara
- Alfred Schirokauer: Lukrezia Borgia. Historischer Roman. R. Bong, Berlin 1925
- Klabund: Borgia, Roman einer Familie, 1928 (über Lucrezia Borgia, Cesare Borgia und deren gemeinsamen Vater Papst Alexander VI.)
- Mario Puzo: Die Familie, erschienen postum 2001, historischer Roman, der sich allerdings weniger an die gesicherten historischen Fakten hält, als vielmehr die Unzahl von Anekdoten in Romanform verarbeitet

### Filme
In den meisten Filmen finden sich sehr freie, die gerüchteumwobene Komponente des Stoffes betonende Verfilmungen.
- 1910: Lucrezia Borgia, von Mario Caserini mit Francesca Bertini
- 1910: Lucrezia Borgia, von Ugo Falena mit Vittoria Lepanto
- 1912: Lucrezia Borgia, von Gerolamo Lo Savio
- 1919: Lucrezia Borgia, von Augusto Genina
- 1922: Lucrezia Borgia, von Richard Oswald
- 1935: Lukrezia Borgia (Lucrecia Borgia), von Abel Gance
- 1940: Lucrezia Borgia, von Hans Hinrich
- 1947: Lucrecia Borgia, von Luis Bayón Herrera
- 1953: Lucrezia Borgia (Lucrèce Borgia), von Christian-Jaque nach dem Roman von Cécil Saint-Laurent
- 1958: Die Liebesnächte der Lucrezia Borgia (Le notti di Lucrezia Borgia), von Sergio Grieco
- 1968: Lucrezia Borgia – Die Tochter des Papstes, von Osvaldo Civirani
- 1974: Die Sünden der Lucrezia Borgia (Lucrezia giovane), von Luciano Ercoli
- 1974: Unmoralische Geschichten (Contes immoraux), von Walerian Borowczyk
- 1982: Le notti segrete di Lucrezia Borgia, von Roberto Bianchi Montero
- 1990: Lucrezia Borgia, von Lorenzo Onorati
- 1994: Lucrezia Borgia, Fernsehfilm von Tonino Delle Colle
- 2006: Los Borgia, von Antonio Hernández; ein Porträt der Dynastie
- 2010: Borgia, Fernsehserie
- 2010: Die Borgias, Fernsehserie von Neil Jordan

### Computerspiele
- 2010: Assassin’s Creed: Brotherhood